# (2068) Dangreen
(2068) Dangreen ist ein Asteroid des Hauptgürtels, der am 8. Januar 1948 von der französischen Astronomin Marguerite Laugier in Nizza entdeckt wurde.
Der Name des Asteroiden wurde von dem US-Amerikaner Daniel W. E. Green, einem Sternwarten-Mitarbeiter, abgeleitet.